# Zamek w Kozowej
Zamek w Kozowej – nieistniejący obronny zamek wybudowany w miejscowości Kozowa nad rzeczką Koropiec na początku XVI w.

## Położenie
Miejsce do budowy fortyfikacji wybrano z uwagi na sprzyjające obronie wojskowej naturalne warunki przyrodnicze. Zamek wzniesiono na wzgórzu, u zbiegu rzeki Koropiec z jej niewielkim dopływem.

## Historia
Zamek wybudowany został w czasach, gdy miasto było własnością szlacheckiej rodziny Potockich. W latach 1575, 1589, 1621 i 1626 zamek atakowany był przez Tatarów. W okresie 6–16 października 1667 r. podczas bitwy pod Podhajcami wojska tatarskie i tureckie spaliły i zniszczyły miasto oraz zamek. Po tym zdarzeniu warowni już nie odbudowano. 28–29 listopada 1671 miejscowość Kozowa odwiedził podróżnik Ulryk Werdum, Fryzyjczyk, który w swoich notatkach wspomniał o mieście oraz zrujnowanym zamku. W owym czasie mury i palisady zamku były poważnie uszkodzone.
W późniejszym okresie budowla była siedzibą rodziny Moszyńskich, właścicieli ówczesnego klucza kozowskiego, do którego należało kilkanaście wsi i miasteczko Zawałów. Pod koniec XIX w. zamek został przebudowany z przeznaczeniem na sąd powiatowy, więzienie sądowe i mieszkanie sędziego. Obecnie po zamku nie ma śladu.